# Plagiosauridae
I plagiosauridi (Plagiosauridae) sono un gruppo di anfibi estinti appartenenti ai temnospondili. Vissero nel Triassico (235 - 205 milioni di anni fa) e i loro resti sono stati ritrovati principalmente in Europa, ma anche in Groenlandia, nelle Spitzbergen, in Thailandia e in Australia. 

## Descrizione
Il corpo di questi animali era insolitamente largo e piatto, così come la testa, che era dotata di un muso cortissimo e arrotondato. Il cranio, dotato di lunghi denti aguzzi come la maggior parte dei temnospondili, era ornato da rilievi e piccole protuberanze. Molte forme possedevano inoltre branchie esterne, ad indicare un ritorno completo all'ambiente acquatico. Alcuni esemplari di plagiosauridi raggiungevano i due metri e mezzo di lunghezza, anche se le forme più note non superavano il metro (Plagiosaurus, Gerrothorax). 

## Classificazione
Le caratteristiche particolari dei plagiosauri hanno spinto gli studiosi a considerarli come membri molto specializzati del gruppo dei temnospondili; è possibile che appartenessero a un sottordine distinto, insieme alla primitiva Laidleria. In ogni caso, la famiglia dei plagiosauridi è classicamente divisa in due sottofamiglie: i plagiosaurini (Plagiosaurinae) dal cranio ornamentato (Plagiosaurus, Gerrothorax), e i plagiosternini (Plagiosterninae), privi di ornamenti cranici (Plagiosternum, Megalophthalma); vi erano anche forme basali (Plagiosuchus) dal cranio leggermente più allungato. Tipici dei continenti settentrionali, i plagiosauri sono conosciuti anche in Australia (Plagiobatrachus australis).

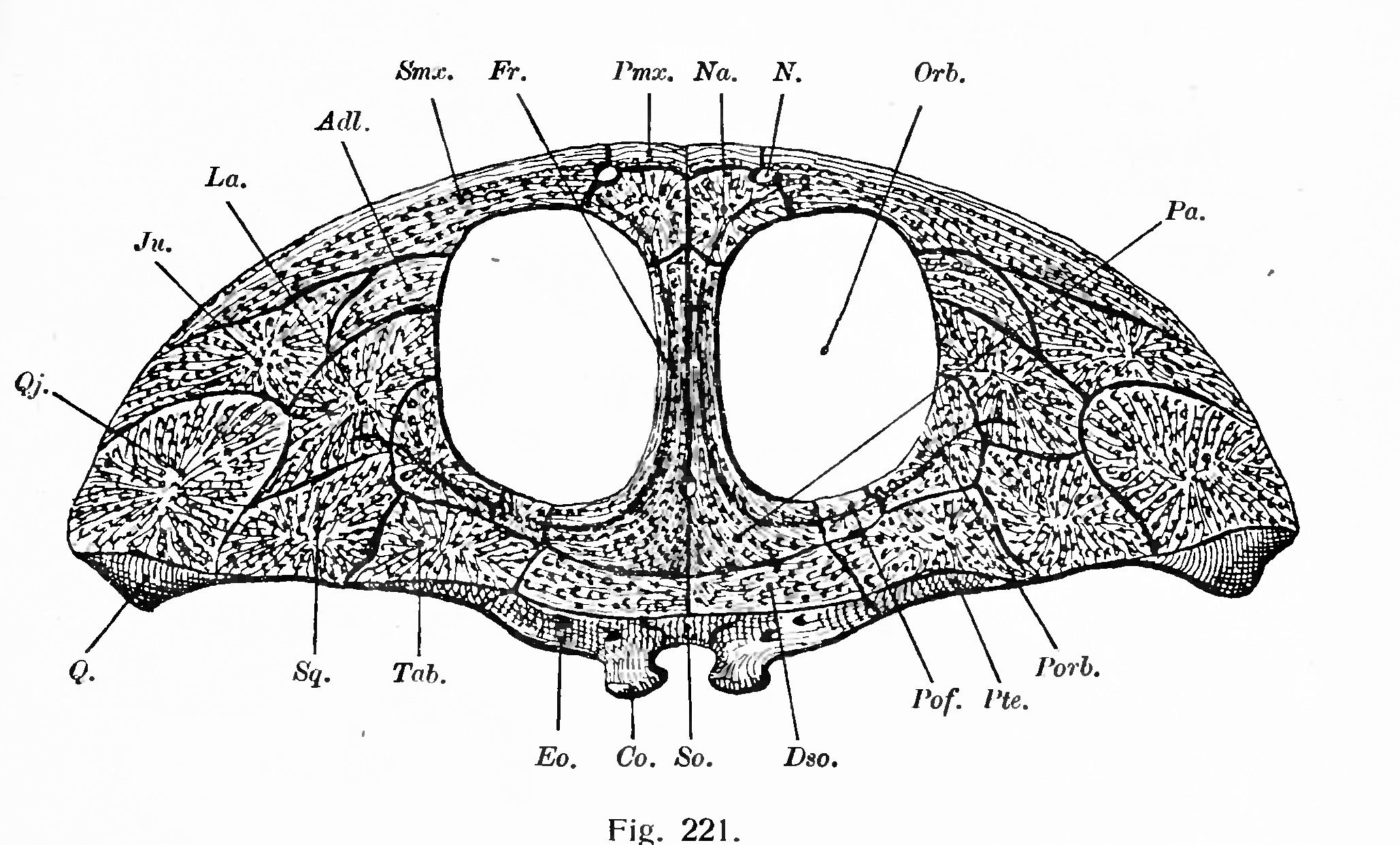
Ricostruzione del cranio di Plagiosternum

## Stile di vita
È probabile che questi anfibi fossero predatori che vivevano sui fondali di fiumi e laghi; la particolare struttura del cranio e l'articolazione delle fauci doveva permettere ai plagiosauridi di spalancare di colpo la bocca e inghiottire qualunque preda passasse loro vicino, a causa del risucchio d'acqua creatosi. Benché molti studiosi abbiano proposto questo stile di vita così simile a quello delle attuali razze (Rajiformes), alcuni studi concernenti l'anatomia della colonna vertebrale sembrerebbero porre in discussione le modalità di predazione di questi animali. 
Le spine neurali, ad esempio, erano forti ma basse, e non potevano fornire ancoraggio a potenti muscoli e tendini, che sarebbero stati necessari per spalancare e richiudere di scatto la testa. Inoltre, sembra che i plagiosauridi avessero una colonna vertebrale piuttosto rigida, quasi impossibile da curvare all'indietro. Studi su alcuni esemplari di Gerrothorax, però, sembrerebbero dimostrare che per questi anfibi era piuttosto semplice spalancare la bocca alzando semplicemente il capo di 50°, senza sforzo e senza abbassare la mandibola. 

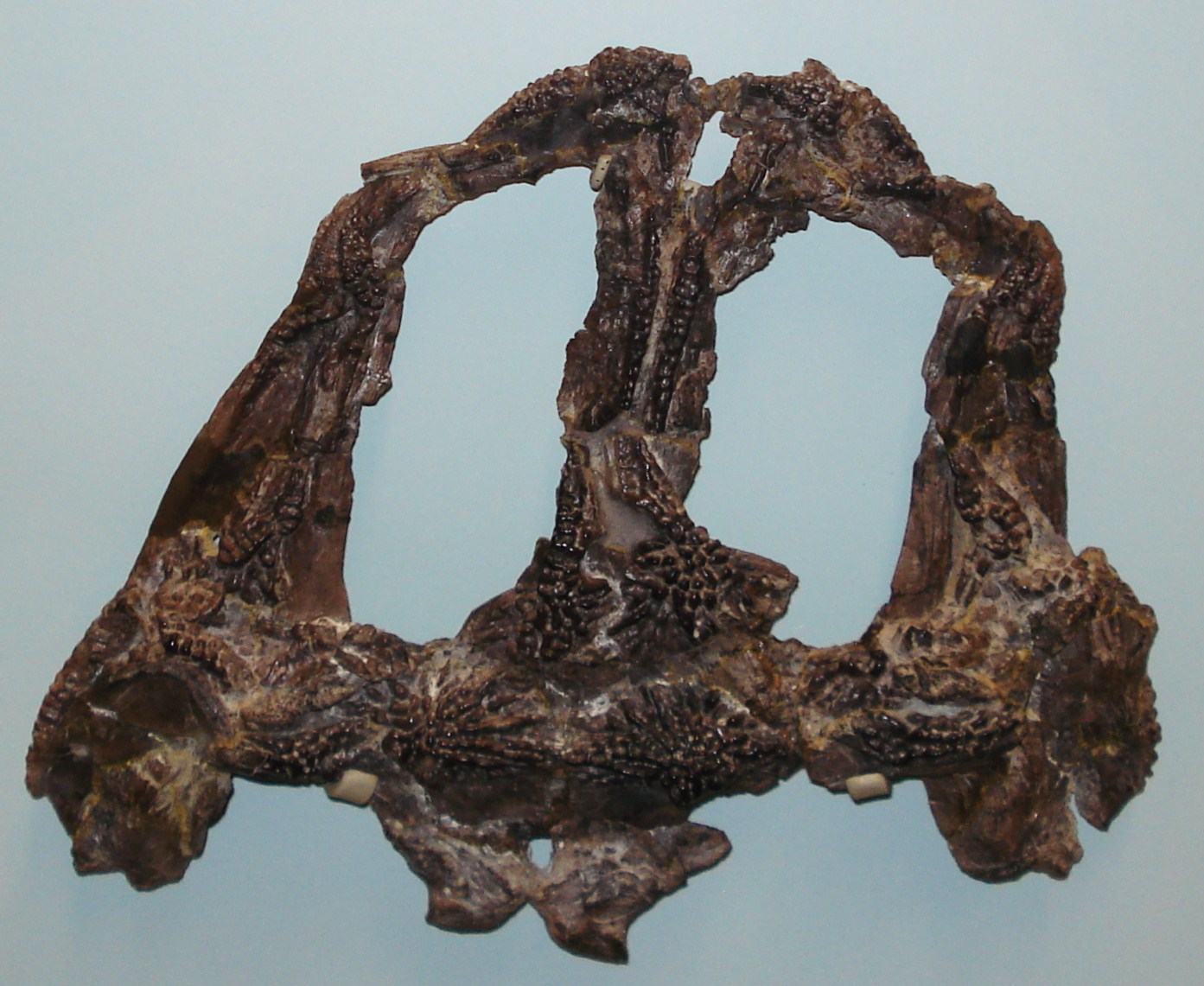
Cranio di Plagiosuchus pustuliferus

Molti fossili di plagiosauri sono stati rinvenuti in depositi dove sono noti anche altri grandi anfibi, come i mastodonsauri, i capitosauri e i metoposauri; questo fatto porterebbe all'ipotesi di una diversa nicchia ecologica per ciascuno di questi animali. La famiglia dei brachiopidi, molto diffusa nel corso del Triassico, invece non è mai rappresentata in questi giacimenti; è possibile quindi che i due gruppi occupassero la medesima nicchia ecologica.